# Скорость судна
Скорость судна — важнейшая эксплуатационная характеристика судна, определяющая быстроту его передвижения. Скорость судна измеряется в узлах (то есть морских милях в час), кабельтовых в минуту, километрах в час и т. д. Различают следующие виды скорости судна:
- Сдаточная скорость достигается на мерной линии при сдаточных испытаниях судна после постройки.
- Спецификационная скорость гарантируется договорной спецификацией для водоизмещающего судна в полном грузу при определённых метеоусловиях.
- Эксплуатационная скорость достигается в эксплуатационном режиме энергетической установки при средних навигационных условиях.
- Путевая скорость вычисляется для отдельного перехода делением расстояния между пунктами отправления и назначения на время пути.
- Техническая скорость — скорость, которую судно способно поддерживать длительное время при установленном режиме работы машин, определённых гидрометеоусловиях и чистом (не обросшем ракушками и т. п.) корпусе.
- Минимальная скорость — скорость, меньше которой судовая энергетическая установка может заглохнуть из-за плохой подачи топлива и других технических причин.
- Критическая скорость — скорость, при которой возникает вибрация судовой энергетической установки и судна в целом.
- Экономичная скорость — скорость, обеспечивающая минимальную стоимость тонно-километра при перевозке груза, но в то же время оптимальная с учётом предотвращения повреждений в машинном отделении. То есть, если стоимость тонно-километров минимальная, но при такой скорости часты поломки двигателя, тогда надо искать оптимальную экономическую скорость учитывая экономику и технические возможности.

С учётом маневрирования и безопасности:
- Морская скорость (Sea Speed) — Скорость судна в условиях морского волнения, при нормальной работе основной энергетической установки.
- Манёвренная скорость — наибольшая скорость, при которой судно способно безопасно маневрировать.
- Минимальная скорость — наименьшая скорость, при которой судно способно управляться при помощи руля.
- Безопасная скорость — скорость, которой необходимо придерживаться с учётом воздействия внешних факторов на судно, чтобы:
  - предотвратить слеминг
  - избежать столкновения при большом трафике судов, при плохой видимости — согласно МППСС-72
  - предотвратить посадку на мель в зависимости от близости навигационных препятствий и берега — согласно МППСС-72
  - предотвратить потерю остойчивости и опрокидывание судна от воздействия волнения при качке и ветра

Для глиссирующих судов и судов на подводных крыльях дополнительно:
- Скорость начала глиссирования — минимальная скорость, при которой судно с нормальным водоизмещением в средних навигационных условиях переходит в режим глиссирования.
- Скорость отрыва корпуса — минимальная скорость, при которой корпус судна на подводных крыльях с нормальным водоизмещением в средних навигационных условиях полностью отрывается от воды и весь вес судна поддерживается подъёмной силой подводных крыльев.